# 新和牧場
株式会社新和牧場（しんわぼくじょう）は、北海道日高郡新ひだか町（旧静内町）静内田原でサラブレッドの生産、馴致、育成、調教を行う牧場である。功労馬の繋養も行っている。
代表者は谷岡毅。
日本中央競馬会（JRA）に登録されている馬主でもあり、勝負服の柄は桃、白一本輪、白袖桃一本輪を使用している。　
本項では有限会社谷岡牧場新和分場及び谷岡スタットについても述べる。

## 歴史
- 1994年、有限会社谷岡牧場新和分場が開場。
- 1998年、有限会社新和牧場が開場。
- 2002年、新和牧場と谷岡牧場新和分場が統合し、現在の体制となる。同年の関東オークスをサクラヴィクトリアが制し、新和牧場生産馬が重賞競走及びダートグレード競走初勝利を挙げた。
- 2004年、鳴尾記念をサクラセンチュリーが制し、谷岡牧場新和分場生産馬が重賞競走初勝利を挙げた。
- 2005年、ラジオたんぱ杯2歳ステークスをサクラメガワンダーが制し、現体制生産馬が重賞競走初勝利を挙げた。
- 2011年、谷岡スタットに改称する。

## 主な生産馬
谷岡牧場新和分場
- サクラセンチュリー（2004年鳴尾記念、2005年日経新春杯、アルゼンチン共和国杯）

新和牧場
- サクラヴィクトリア（2002年関東オークス）
- サクラメガワンダー（2005年ラジオたんぱ杯2歳ステークス、2006年鳴尾記念、2008年鳴尾記念、2009年金鯱賞）
- サクラハーン（2007年星雲賞、2008年赤レンガ記念）
- サクラオリオン（2009年中京記念、函館記念）
- サクラリボルバー（2011年吉野ヶ里記念）
- サクラプレジール（2013年フラワーカップ）
- サクラシャイニー（2014年黒潮マイルチャンピオンシップ、2015年大高坂賞、御厨人窟賞、福永洋一記念）

## 主な繋養馬
種牡馬
- サクラローレル（2010年 - 2020年）
- サクラチトセオー（2011年 - 2014年）

繁殖牝馬
- サクラキャンドル（1997年 - 2019年）
- サクラクレアー（1994年 - 2006年死亡、サクラチトセオーやサクラキャンドルを出産後当牧場で繋養され当牧場の基礎となった馬）
- サクラサエズリ（? - 2008年）
- ローラローラ（1994年 - 1999年、サクラローレル出産後当牧場で繋養されていた）
- サクラプレジール

功労馬
- サクラエイコウオー
- サクラショウリ（1995年 - 1999年）
- サクラスピードオー（2002年 - 2019年）
- サクラチヨノオー（2006年 - 2012年）

## 主な埋葬馬
敷地内に墓があり当牧場で繋養されていた馬などが埋葬されている。
- サクラサエズリ（2008年死亡）
- サクラショウリ（1999年死亡）
- サクラホクトオー（2000年死亡）
- ローラローラ（1999年死亡）
- サクラクレアー(1982年生-2006年死亡)
- サクラチヨノオー（2012年死亡）